# فاليكا
فاليكا (بالفرنسية: Vallica)‏ هي بلدية تقع في فرنسا في هوت كورس (إقليم فرنسي). يقدر عدد سكانها بـ 40 نسمة ومساحتها 12.07 كم2 وترتفع عن سطح البحر 800 متر.